# Plazas de soberanía

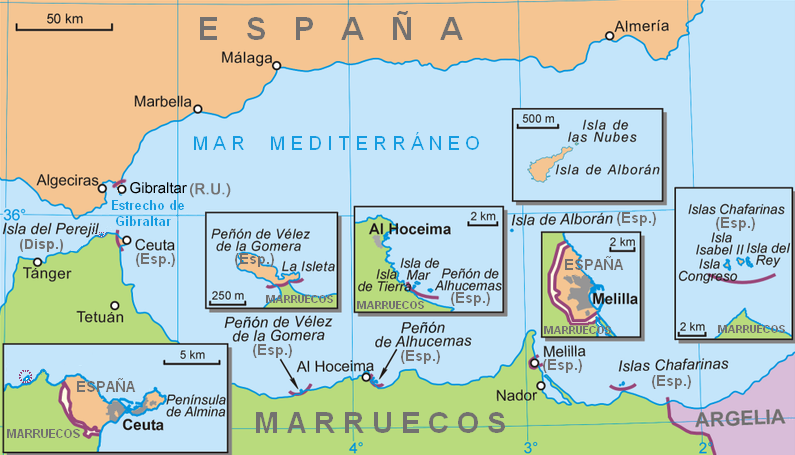
Mapa do sul de Espanha (em espanhol)

A Espanha possui cinco possessões na África, na costa norte de Marrocos, chamadas na língua espanhola plazas de soberanía:
- Ilha de Perejil
- Ilhas Chafarinas
- Ilhote de Alhucemas
- Ilhote de Vélez de la Gomera
- Ilha de Alborán

Quando em 1956 a Espanha abandonou o protectorado e reconheceu a independência de Marrocos, não entregou conjuntamente estes territórios que nunca tinham sido parte do protectorado.
As plazas mayores, Ceuta e Melilla, têm o estatuto de cidades autônomas da Espanha, com capacidade administrativa superior à de um município (podem decretar regulamentos executivos), mas inferiores às das comunidades autônomas da Espanha, uma vez que não têm câmaras legislativas propriamente ditas.
As plazas menores são pequenas ilhas sem população civil e são administradas diretamente pelo Governo Espanhol.
Para além destas, a ilha de Perejil, uma ilhota desabitada perto da cidade de Ceuta, a poucos metros da costa do Marrocos, foi objeto de uma confrontação entre as forças da Espanha e as daquele país africano em 2002 e tem sido desde então apelidada de plaza de soberanía, embora nunca tenha sido historicamente, tal como a ilha de Alborán, situada na metade do caminho entre a cidade espanhola de Almeria (da qual depende administrativamente) e a costa do Marrocos.
Como partes de Espanha, as plazas de soberanía são igualmente parte da União Europeia, tendo o euro como moeda. A população destas possessões, basicamente, é de cerca de 150 000 habitantes, cerca de 70% de origem espanhola e os restantes africanos ou de outras origens; a língua oficial é o espanhol.
Além destas possessões no Mediterrâneo, a Província de Gerona possui ainda um enclave no sul da França, uma cidade denominada Llívia.

## Ligação externa
- LaTricolor (portal republicano espanhol) Artigo da historiadora Maria Rosa de Madariaga sobre o historial das possessões espanholas em África